# وینوراچه
وینوراچه (صربی: Vinorača) یک منطقهٔ مسکونی در صربستان است که در Pomoravlje District واقع شده‌است.
 وینوراچه ۷۹۹ نفر جمعیت دارد.